# Salvia mellifera
Salvia mellifera es una planta herbácea de la familia de las lamiáceas nativa de California, y Baja California, México donde es común cerca de la costa.  Tiene una apariencia oscura, especialmente durante la sequía.

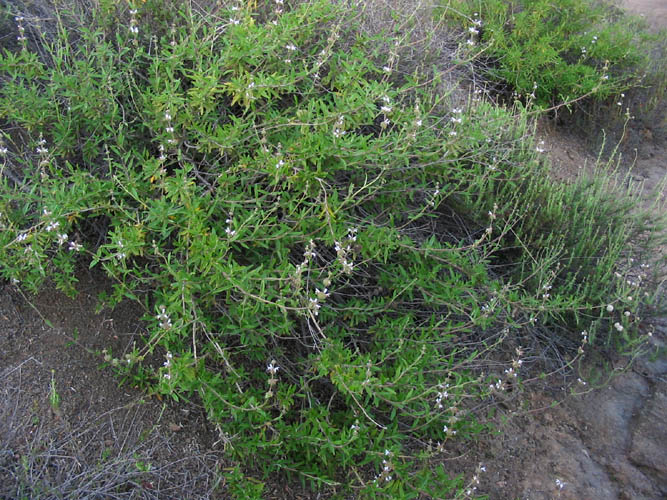
Vista de la planta

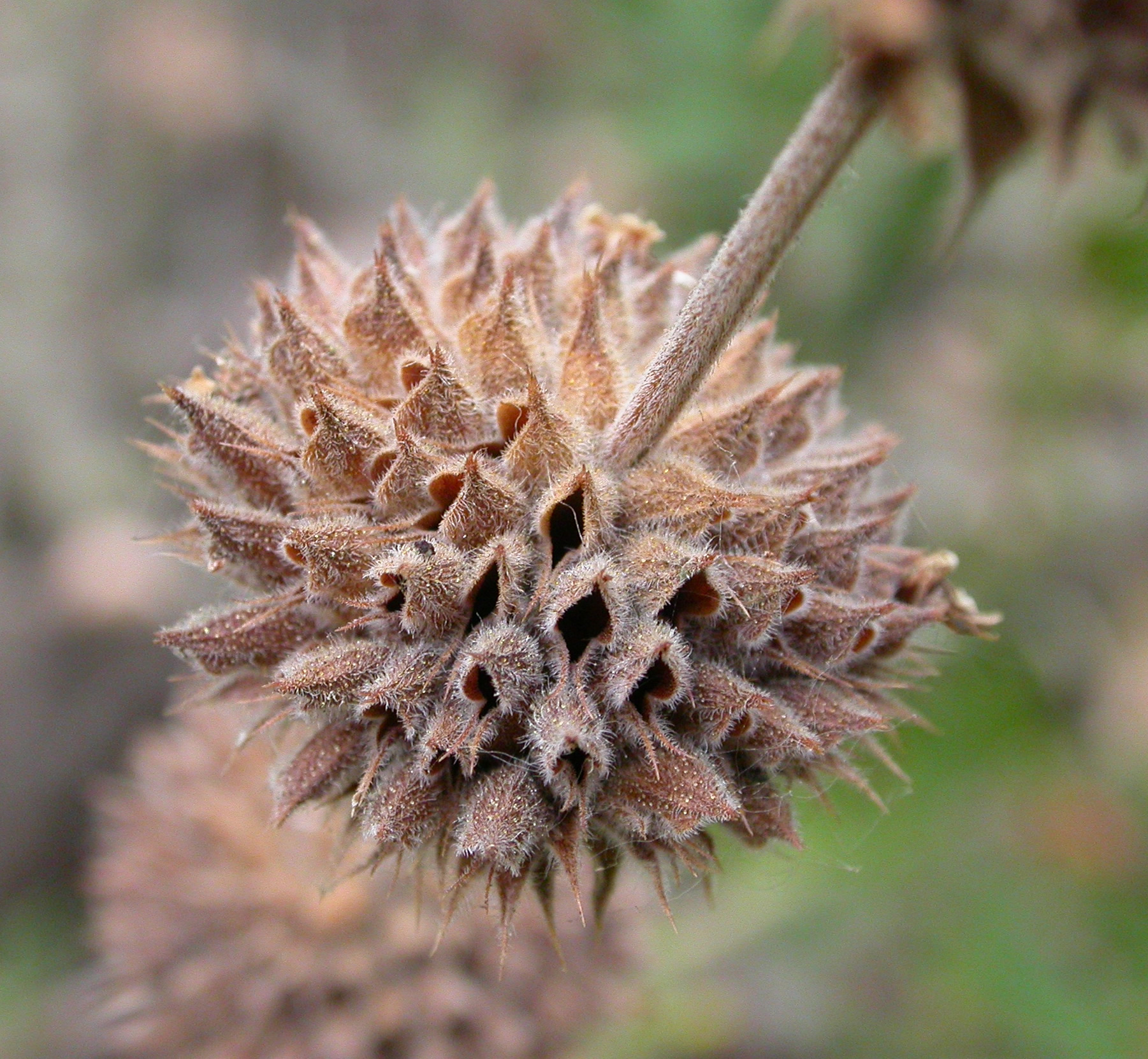
Frutos

## Descripción
Es un arbusto perennifolio que alcanza un tamaño de 1-2 metros de altura. Está cubierto con pelos simples y con algunos pelos glandulares, que hace que sea altamente aromático. Las hojas son oblongo-elípticas a obovadas y de 2.5-7 cm de largo. La superficie superior de la hoja es un tanto glabra, mientras que la superficie inferior de la hoja es melenuda.
La inflorescencia se produce en anchos cúmulos. Las flores son, por lo general, de un color azul o lavanda pálido, y rara vez un color rose pálido. El labio superior de la flor es bilobado. El estilo y los estambres están ligeramente exertos. El fruto producido  es un esquizocarpo compuesto de cuatro núculas marrones de 2-3.

## Ecología
Salvia mellifera crece en hábitos costeros y en los más bajos chaparrales en las comunidades de plantas. Se produce desde el nivel del mar a 1 200 m de altura. Es capaz de crecer en una variedad de diferentes suelos, incluyendo piedra arenisca, de esquisto, de granito, serpentina , y basalto. Se trata de una planta  con hoja semi-caduca, dependiendo de la ubicación y la severidad de la sequía, con un enraizamiento poco profundo y tolerante a la sequía, con las hojas que se encrespan  cuando hay sequía evitando la caída de las hojas.
Se hibrida fácilmente con otros tres matorrales costeras de Salvias : Salvia apiana, Salvia leucophylla, y Salvia clevelandii. Rara vez se hibrida con Salvia columbariae y Salvia carduacea.

## Propiedades
Los aborígenes del pueblo Chumash utilizaron una fuerte té de las hojas y tallos de la planta. Este se frota sobre la zona dolorida o se utiliza para remojar los pies doloridos. La planta contiene diterpenoides , tales como aethiopinone y ácido ursólico, que son calmantes para el dolor.
Salvia mellifera también produce néctar de que se produce la miel. Esta miel es típicamente picante y fuerte, y es muy apreciada como  una miel rara debido a clima seco de la planta. La miel solo se puede producir cuando se cumplen condiciones específicas de lluvia y la planta produce el suficientemente néctar.

## Taxonomía
Salvia mellifera fue descrita por Edward Lee Greene y publicado en Pittonia 2(11C): 236. 1892.
Etimología
Ver: Salvia
mellifera: epíteto latino que significa "melífera".
Sinonimia
- Audibertia spinulosa Nutt. ex Benth.
- Audibertia stachyoides Benth.
- Audibertiella stachyoides (Benth.) Briq.
- Ramona stachyoides (Benth.) Briq.[6][7]